# Hypoeschrus strigosus
Hypoeschrus strigosus là một loài bọ cánh cứng trong họ Cerambycidae.